# ان‌جی‌سی ۵۵۲۹
ان‌جی‌سی ۵۵۲۹ (انگلیسی: NGC 5529) یک کهکشان مارپیچی میانی در صورت فلکی گاوران است. این کهکشان تقریباً در فاصله ۱۴۴ میلیون سال نوری (۴۴ مگاپارسک) از زمین قرار دارد و توسط ویلیام هرشل در ۱ می ۱۷۸۵ کشف شد.